# Großer Rettenstein
Der Große Rettenstein ist ein 2366 m ü. A. hoher, mehrgipfeliger Berg in den Kitzbüheler Alpen. Obwohl nicht der höchste (das ist das Kreuzjoch mit 2558 m), so ist der Große Rettenstein doch der markanteste Gipfel der Kitzbüheler Alpen, die großteils sanfte Grasberge sind. Der Rettenstein besitzt jedoch einen schroffen Gipfelaufbau aus Dolomit, der in einer vierhundert Meter mächtigen Schicht auf dem Bergfuß aus Quarzphyllit sitzt. Der Rettenstein ist der dominierende Gipfel des Spertentals. Durch seine isolierte Lage ist er als hervorragender Aussichtsgipfel bekannt und dementsprechend beliebt. Nach Norden sendet der Rettenstein den langgezogenen Kamm der Spießnägel aus, die Oberen und Unteren Grund voneinander trennen. Das Gipfelkreuz steht nicht direkt auf dem Hauptgipfel (nur durch Klettern im 2. Schwierigkeitsgrad erreichbar), sondern am kaum niedrigeren, nordwestlich vorgelagerten Kreuzgipfel. Auf dem durch eine deutliche Scharte vom Hauptgipfel getrennten Südostgipfel befindet sich ebenfalls ein Gipfelkreuz.

## Natur

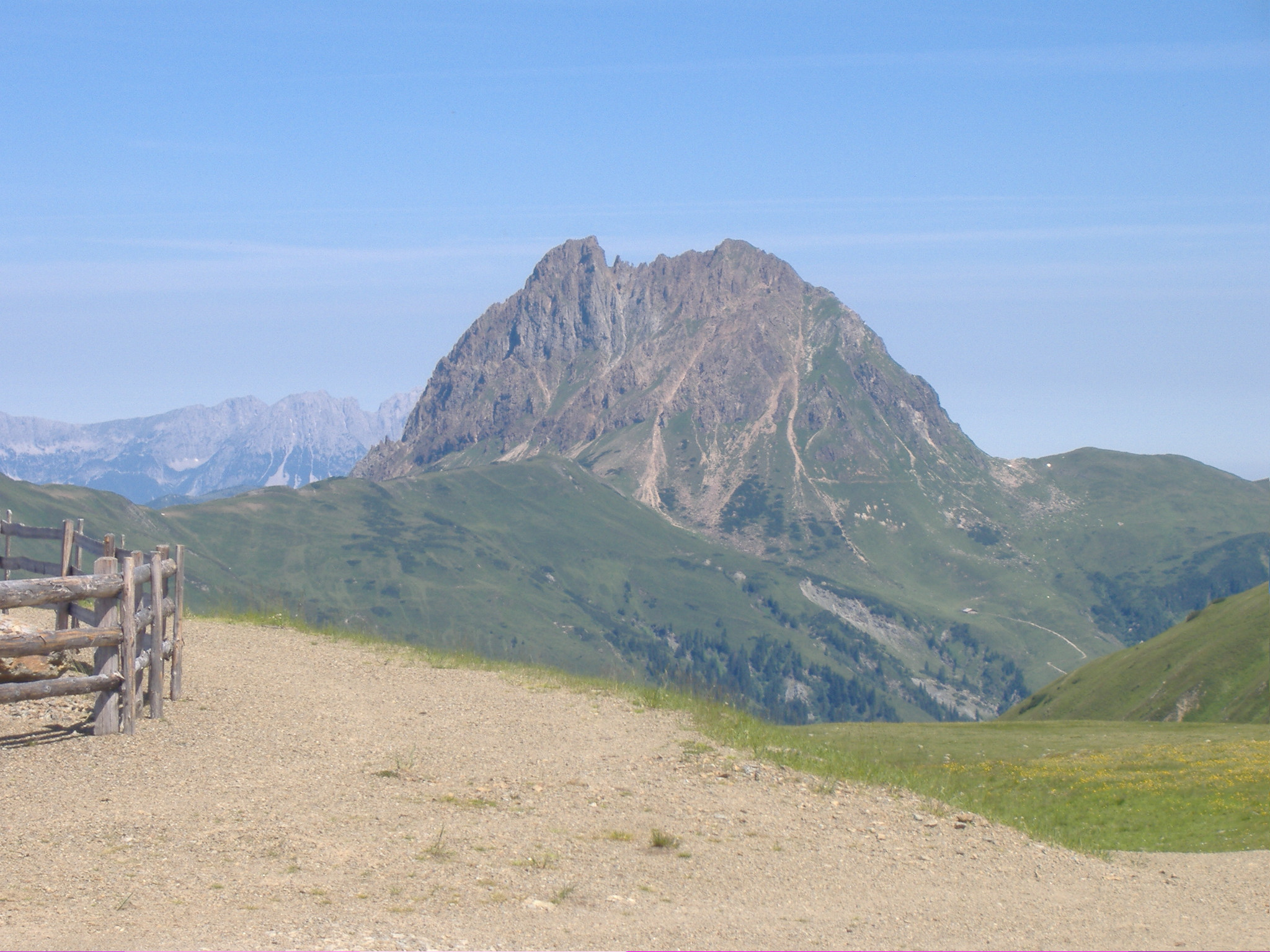
Großer Rettenstein gesehen aus Südwesten

Der Große Rettenstein liegt im Landschaftsschutzgebiet Spertental-Rettenstein und so findet man am Rettenstein Zirben, Fichten, Enzian, Schwalbenschwanz-Enzian, Platenigl, Edelweiß, Blauen Eisenhut, Schnee-, Birk- und Auerhuhn, Rot-, Gams- und Steinwild und Murmeltiere. Rund um den Berg unterhalb des Gipfelaufbaus befinden sich mehrere Almen, so dass die Grasflächen durch Beweidung im Sommer bewirtschaftet und gepflegt werden. Mehrere Bäche haben ihre Quelle in den Flanken des Berges. Auf der Westseite befindet sich eine Steilrinne, die seit einem großen Murabgang, bei dem eine Forststraße und die Zufahrtsstraße zum hinteren Unteren Grund verschüttet wurden, als geologisch gefährliches Gebiet eingestuft ist, weshalb die Forststraße dauerhaft gesperrt und ebenso wie die Zufahrtsstraße im Tal umfangreich verlegt bzw. neu gebaut wurde.

## Aufstiege

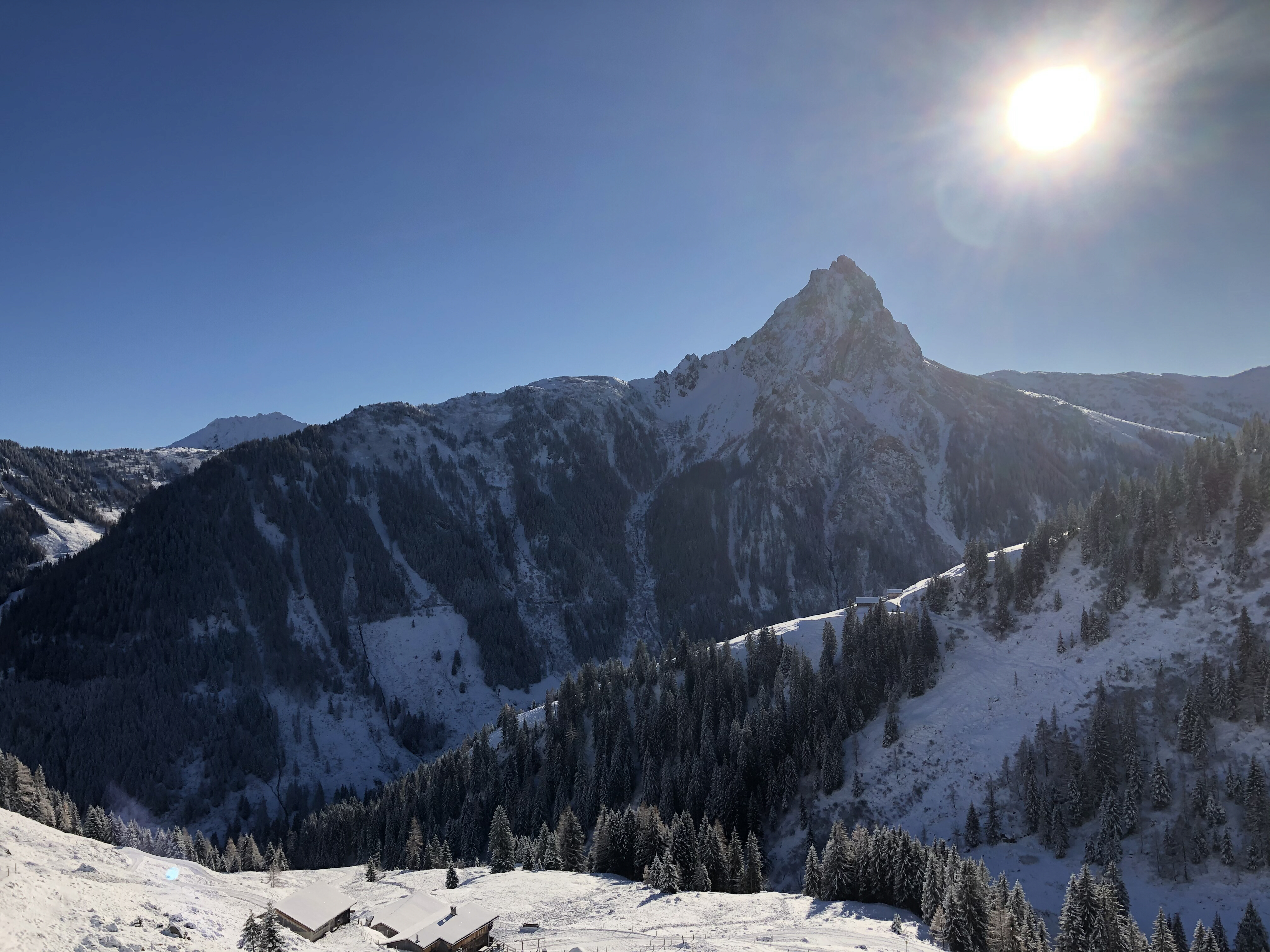
Großer Rettenstein (rechts) von Nordwesten, Kleiner Rettenstein (links hinten)

Der einfachste Zustieg erfolgt von Aschau im Spertental über den Unteren Grund, die Hintenbachalm und die Schöntalalm in drei bis vier Stunden. Für diesen Weg ist Trittsicherheit und alpine Erfahrung erforderlich, die Felsen kurz vor dem Gipfelkreuz weisen stellenweise Schwierigkeitsgrad I auf. Der Schlussanstieg in der Nordflanke ist steinschlaggefährdet. Als Abstiegsvariante empfiehlt sich bei guter Kondition die lange Kammwanderung über die Spießnägel.
Eine weitere Aufstiegsmöglichkeit ist aus dem Süden über das im Oberpinzgau gelegene Mühlbachtal (Gemeinde Bramberg) möglich. Hier verläuft der Weg zunächst über einen befahrbaren Forstweg (nicht öffentlich, gesperrt) über die Baumgartenalm bis fast zum Stangenjoch. Von dort führt ein Steig auf die Nordseite des Berges, wo er in den Aufstiegsweg vom Unteren Grund einmündet.
Auf der Südwestseite befinden sich Kletterrouten.